# Boro Jovanović
Boro Jovanović (Zagreb, 21. listopada 1939. – ?, 19. prosinca 2023.) bio je hrvatski tenisač i teniski trener. 

## Karijera
1963. je na Mediteranskim igrama osvojio zlato u paru igrajući s Nikolom Pilićem, te broncu u singlu.
Bio je finalist Wimbledona 1962. u muškim parovima igrajući zajedno s Nikolom Pilićem. Izgubili su od Južnoafrikanca Boba Hewitta i Australca Freda Stollea 6:2, 5:7, 6:2, 6:4. Četvrtzavršnicu je igrao 1968. također u muškim parovima. U singlu je došao do 16 najboljih na Otvorenom prvenstvu Italije (Italian Open) 1973. te na Otvorenom prvenstvu Francuske (French Open) 1973. godine. 1972. je godine priključio se World Championship Tennisu.

### Športaš godine
1962. u paru s Nikolom Pilićem bio je proglašen najboljim športašem godine u Hrvatskoj prema izboru Sportskih novosti, a godinu prije, 1961. bio je samostalno športašem godine u Hrvatskoj.

## Vanjske poveznice
- Slobodna Dalmacija Zagrebački gospodin
- (eng.) Boro Jovanović na DavisCup.com  Arhivirana inačica izvorne stranice od 20. lipnja 2010. (Wayback Machine)
- (eng.) Boro Jovanović na TennisCorner.net
- [neaktivna poveznica]